# Kostenauflösung
Ziel der Kostenauflösung (auch Kostenspaltung, Kostenzerlegung) in der Betriebswirtschaftslehre ist die Aufteilung der Gesamtkosten in Fixkosten und variable Kosten.

## Allgemeines
Für die Kostenrechnung ist eine Kostenauflösung notwendig, um eine Kostenfunktion aufstellen zu können, wofür die Kostenauflösung die variablen Kosten von den Fixkosten trennen muss. Die Ermittlung der variablen und fixen Kosten bedeutet eine Aufteilung („Auflösung“) der Kosten in diese beiden Bestandteile, weshalb von Kostenauflösung gesprochen wird. Eugen Schmalenbach befasste sich 1956 als erster ausführlich mit dieser Thematik.
Ausgangspunkt sind die bei einem bestimmten Beschäftigungsgrad entstandenen Gesamtkosten, die sich aus variablen Gemeinkosten und fixen Einzelkosten zusammensetzen. Beide Kostenarten verhalten sich bei Beschäftigungsänderungen unterschiedlich, denn variable Kosten sind von der Beschäftigung abhängig, fixe dagegen nicht. Liegen „unechte Gemeinkosten“ (variable, jedoch nicht einzeln zurechenbare Kosten) vor, dann enthalten die Gemeinkosten variable und fixe Kostenbestandteile. Auch diese gilt es, durch die Kostenauflösung zu identifizieren.

## Verfahren
Es gibt folgende Verfahren zur Kostenauflösung:
- Analytische (mathematische) Kostenauflösung: Ermittelt wird die Differenz zwischen den unterschiedlichen Beschäftigungsgraden {\displaystyle x_{1}} und {\displaystyle x_{2}} und den dazu gehörenden Gesamtkosten {\displaystyle K_{1}} und {\displaystyle K_{2}}, so dass die variablen Kosten {\displaystyle k_{v}} übrig bleiben:[6]
  - Differenzen-Quotienten-Verfahren:

{\displaystyle k_{\mathrm {v} }={\frac {K_{\mathrm {1} }-K_{\mathrm {2} }}{x_{\mathrm {1} }-x_{\mathrm {2} }}}}.
Dividiert man die Kostendifferenz durch die Beschäftigungsdifferenz, so erhält man den so genannten proportionalen Satz.
- - Methode der kleinsten Quadrate,
  - Einstufige analytische Kostenauflösung.
- Statistische Kostenauflösung:
  - Buchtechnische Kostenauflösung (synthetische Methode): sie untersucht, wie sich die Kosten in der Vergangenheit bei Beschäftigungsänderungen verhalten haben.
  - Streupunktverfahren (graphische Methode),
  - Reihenhälften-Verfahren (Methode der halben Durchschnitte).

Verfahren der planmäßigen Kostenauflösung untersuchen, ob die Plankosten auch dann anfallen, wenn ein Beschäftigungsgrad von „Null“ vorliegt, aber die Betriebsbereitschaft aufrechterhalten wird. Die mathematische Kostenauflösung ist heute mittlerweile nur noch von nachrangiger Bedeutung.

## Wirtschaftliche Aspekte
Die Kenntnis der durch die Kostenauflösung ermittelten Kostenarten fixe und variable Kosten ist für den Unternehmer die wichtigste Voraussetzung, um die durch Beschäftigungsänderungen ausgelöste Änderung der Gesamtkosten beurteilen zu können. Damit dient die Kostenauflösung zumeist der Bestimmung der kurzfristigen Preisuntergrenze, innerhalb der Plankostenrechnung zur Kostenkontrolle und im Rahmen der Teilkostenrechnung zudem der Ermittlung von variablen Kalkulationssätzen für die Grenzplankostenrechnung. Außerdem kann sie für Zwecke der Deckungsbeitragsrechnung in Form der Grenzkostenrechnung und für die Break-even-Analyse herangezogen werden.
Eine Kostenauflösung kann sowohl bei in der Vergangenheit tatsächlich angefallenen Kosten (Istkosten) als auch bei Plankosten vorgenommen werden.